# Start from the Dark
Start From the Dark är ett album utgivet av Europe 2004. Det var gruppens första studioalbum på 12 år och det första med gitarristen John Norum på 18 år. Vid det här laget har man gått tillbaka till sina rötter och gjort det som bandet absolut vill göra och inget annat. Det var också ett krav från gitarristen John Norum för en aktuell återförening. Europe ville känna att de kunde lita på produktionen och valde därför att plocka in producenten Kevin Elson, som även han producerade The Final Countdown till sin hjälp. Den största hiten från albumet blev "Hero". Albumet sålde långt över förväntat. Totalt över 600.000 exemplar världen över vilket är extremt bra med tanke på den digitala världen.

## Listplaceringar
| Albumlista (2004-2005) | Topplacering |
| ---------------------- | ------------ |
| Sverige                | 2            |
| Grekland               | 23           |
| Italien                | 65           |
| Spanien                | 68           |
| Nederländerna          | 86           |
| Schweiz                | 91           |
| Frankrike              | 114          |

## Låtlista
1. "Got to Have Faith" (Joey Tempest/John Norum) - 3:10
2. "Start From the Dark" (Joey Tempest/John Norum) - 4:12
3. "Flames" (Joey Tempest) - 3:55
4. "Hero" (Joey Tempest) - 4:15
5. "Wake Up Call" (Joey Tempest/John Norum) - 4:14
6. "Reason" (Mic Michaeli/Joey Tempest) - 4:37
7. "Song No. 12" (Joey Tempest/John Norum) - 4:09
8. "Roll with You" (Joey Tempest/John Norum) - 4:30
9. "Sucker" (Joey Tempest) - 3:42
10. "Spirit of the Underdog" (Joey Tempest) - 4:25
11. "America" (Joey Tempest) - 3:35
12. "Settle for Love" (Joey Tempest/John Norum) - 3:49

## Singlar
- "Got to Have Faith"
- "Hero"

## Musiker
- Joey Tempest - sång
- John Norum - gitarr
- John Levén - bas
- Mic Michaeli - klaviatur
- Ian Haugland - trummor

## Världsturné
2004 var det återigen dags för bandet att ge sig ut på vägarna för första gången sedan 1992. Europe återförendades på Sweden Rock Festival där man spelade för över 60.000 åskådare, som även live sändes via Sveriges Radio. Efter det fortsatte man med totalt 14 "återförenings" spelningar på festivaler runtom i Europa innan man påbörjade "Start From the Dark World Tour"
Europe började sin europaturné i Helsingfors, Finland den 14 oktober för att sedan fortsätta runt om i världen. Man tog en kort paus efter spelningen på "Hammersmith Apollo" i London (som spelades in för DVD) för att sedan åka vidare till Japan. I Europa var turnén extremt lyckad. Totalt blev det en stor publikfest på 23 spelningar under 2 månader. I början av 2005 åkte man till Japan för en kort vistelse på 6 spelningar, som sedan bar återigen tillbaka till Europa för att spela i länder som inte var inplanerade under den första Europaturnén. Länderna skrek efter att få se bandet. Det blev en rad spelningar i Italien som Ryssland.
Europe valde sedan att återvända till USA för första gången sedan 1988 för att turnéera. Man spelade på klassiska rockklubbar landet runt bland annat på B.B.King's Blues i New York som spelades live på radio och även på House of Blues i Los Angeles. Europe avundade med en turné i England för att sedan spela på festivaler under sommaren 2005.
Start From the Dark Tour 2004-2005 var extremt lyckad och kritikerrosad. Det blev hela 72 spelningar världen över under ett års tid.
Start From the Dark "setlist":
Got to Have Faith
America
Superstitious
Ready or Not
Wings of Tomorrow
Let the Good Times Rock
Seven Doors Hotel
Heart of Stone
Hero
Wake Up Call
Sign of the Times
Milano (guitar solo)
Girl from Lebanon
Scream of Anger
Carrie (akustisk)
Flames
Cherokee
Rock the Night
Yesterday's News
Start from the Dark
The Final Countdown

### Fotnoter
1. 1 2 3 4 5 6 7  ”Arkiverade kopian”. Arkiverad från originalet den 2 november 2013. https://web.archive.org/web/20131102052212/http://roger_fed.webs.com/singlesandeps.htm. Läst 21 januari 2013.